# Kenna (Nuovo Messico)
Kenna è una comunità non incorporata degli Stati Uniti d'America della contea di Roosevelt nello Stato del Nuovo Messico. Si trova sulla U.S. Route 70, 30 miglia (48 km) a sud-ovest di Portales. L'insediamento era originariamente conosciuto come Urton, probabilmente intitolato a due fratelli che vennero nella regione dallo stato del Missouri nel 1884. Un appaltatore di nome Kenna si accampò a Urton durante la costruzione di un fondo stradale per la Atchison, Topeka and Santa Fe Railway. Il campo di Kenna fungeva da punto di sosta per le diligenze per scambiare posta e passeggeri.
Nel 1899, quando la ferrovia fu completata, il nome Kenna rimase per il campo. Fondata come Urton nel 1902 dall'apertura di un ufficio postale, il nome fu cambiato in Kenna nel 1906. E.D. Kenna, il vicepresidente della ferrovia, potrebbe aver contribuito alla scelta finale di un nome.
Kenna era uno dei più grandi punti di spedizione del bestiame dello stato nel 1909. Al culmine del suo sviluppo, la città poteva vantare una banca, due hotel, diversi negozi, un ufficio postale e diversi saloon. Nel 1912, molte aziende agricole cedettero le loro richieste a causa della siccità, e Kenna cadde in declino sia in termini di dimensioni che di importanza.